# Connaraceae

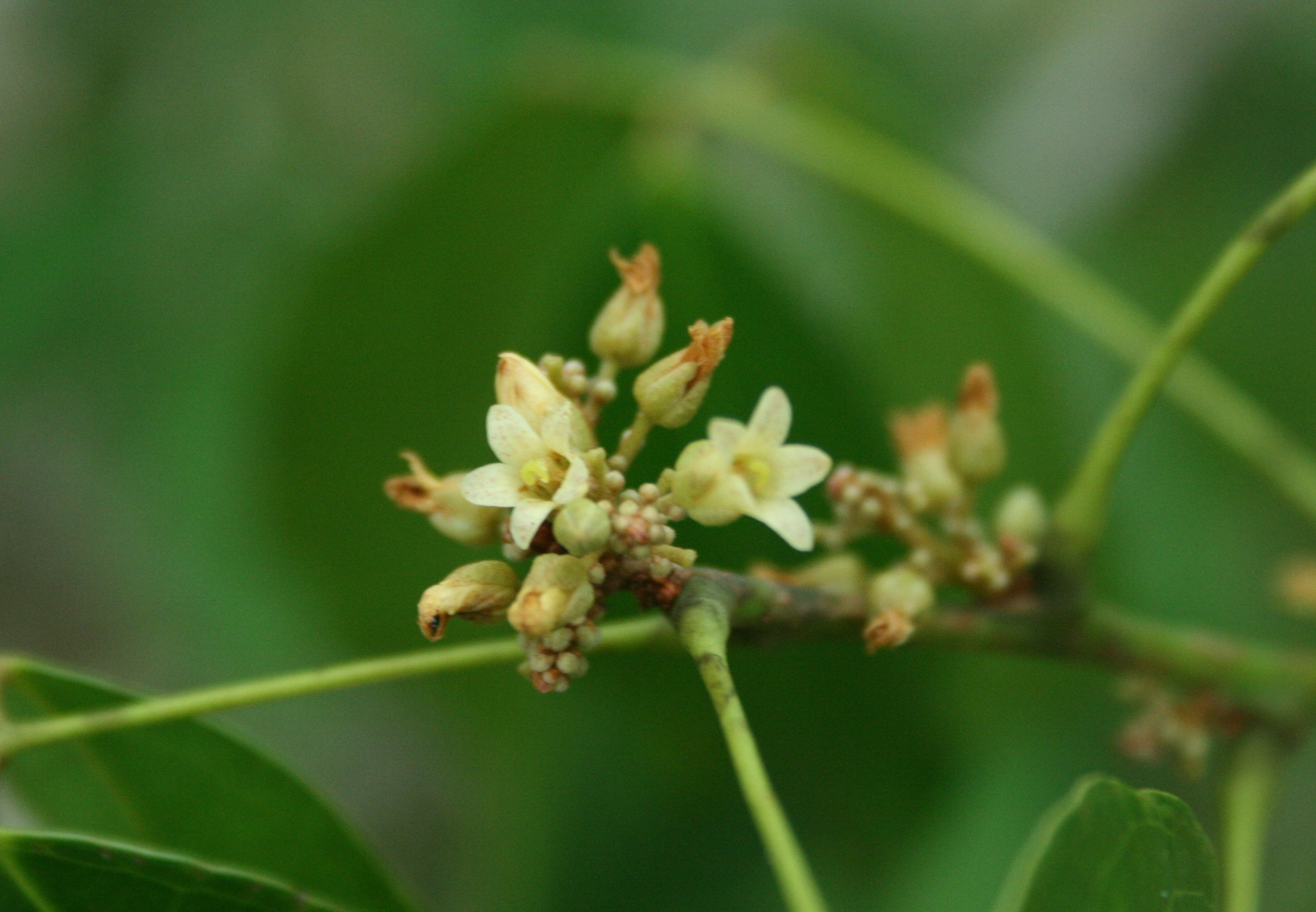
Connarus lambertii

Connaraceae je čeleď vyšších dvouděložných rostlin z řádu šťavelotvaré (Oxalidales).

## Charakteristika
Nevysoké stromy i keře, především však dřevnaté liány se střídavými listy bez palistů. Listy jsou lichozpeřené nebo vzácně jednolisté. Řapíky i řapíčky mají charakteristickou válcovitou ztlustlinu zvanou pulvinus. Květy jsou spíše drobné, pravidelné, oboupohlavné, pětičetné. Kalich je složen z 5 volných nebo částečně srostlých lístků. Koruna je z 5 volných lístků, bílá, nažloutlá nebo narůžovělá. Tyčinky srůstají na bázi v trubičku, 5 tyčinek je delších a 5 kratších. Gyneceum je apokarpní svrchní, z jediného nebo z 5 plodolistů. V každém plodolistu jsou 2 vajíčka. Plodem je jednosemenný, často červený měchýřek. Semena jsou černá, s červeným, žlutým, bílým nebo oranžovým míškem.
Rostliny jsou pravděpodobně opylovány především hmyzem a semena jsou šířena ptactvem.
Čeleď Connaraceae zahrnuje podle pojetí 12 až 16 rodů a asi 200 až 350 druhů. Rozšíření je pantropické s centrem druhové diverzity v tropické západní Africe a bez přesahů do subtropů a mírného pásu.
V nekvetoucím stavu jsou zástupci čeledi obtížně rozeznatelní od dřevin z čeledi bobovité (Fabaceae).

## Seznam rodů
Agelaea (vč. Castanola), Burttia, Cnestidium, Cnestis, Connarus, Ellipanthus, Hemandradenia, Jollydora, Manotes, Pseudoconnarus, Rourea, Vismianthus